# Пам'ятки архітектури Теплицького району
У Теплицькому районі Вінницької області під охороною держави знаходиться 4 пам'яток архітектури і містобудування, усі — місцевого значення.
| Пор. №        | Найменування пам'ятки    | Датування | Місцезнаходження               | Охоронний номер | Дата та № рішення взяття на облік                    |
| ------------- | ------------------------ | --------- | ------------------------------ | --------------- | ---------------------------------------------------- |
| смт Теплик    |                          |           |                                |                 |                                                      |
| 1             | Костьол                  | 1867 р.   | смт Теплик вул. Незалежності,9 | 14-Вн           | Від 21.01.86 № 33                                    |
| с. Кивачівка  |                          |           |                                |                 |                                                      |
| 2             | Церква Першої Пречистої  | 1887 р.   | с Кивачівка вул. Пролетарська  | 171-М           | Рішення виконкому облради нар. деп.від 14.02.91 № 43 |
| с. Старжгород |                          |           |                                |                 |                                                      |
| 3             | Церква Різдва Богородиці | 1903 р.   | с. Старжгород вул. Шкільна     | 172-М           | -//-                                                 |
| с. Шиманівка  |                          |           |                                |                 |                                                      |
| 4             | Садиба                   | 19 ст.    | с. Шиманівка вул. Гагаріна     | 170-М           | Рішення виконкому облради нар. деп.від 14.02.91 № 43 |
|               |                          |           |                                |                 |                                                      |